# Феодор (Маковецкий)
Епи́скоп Фео́дор (в миру Никола́й Никола́евич Макове́цкий; 19 [31] января 1882, Алтыновка, Кролевецкий уезд, Черниговская губерния, Российская империя — 12 ноября 1925, Уральск, КазАССР) — епископ Русской православной церкви, епископ Мосальский, викарий Калужской епархии.

## Биография
Родился 19 января 1882 года в селе Алтыновка Кролевецкого уезда Черниговской губернии. Его отец, Николай Маковецкий, был доктором медицины.
По достижении совершеннолетия родители направили его учиться юриспруденции в Санкт-Петербургский университет, который он окончил с дипломом I-й степени. Желая послужить Богу, он, по окончании юридического факультета, поступил в Санкт-Петербургскую духовную академию, которую окончил в 1910 году со степенью кандидата богословия «с правом соискания степени магистра богословия без нового устного испытания».
На судебном заседании Калужского губернского ревтрибунала 12 декабря 1922 года, отвечая на вопрос адвоката, он сказал: «Религиозные чувства у меня зародились с тех пор, когда я ещё учился. Я хотел уйти в монашество, в монастырь. В Академии же мне отсоветовали это делать, предложили сначала закончить оную. А уже после успешного окончания учебы я принял монашество». Постриг проводили в одном из Ярославских монастырей с наречением имени Феодор. После рукоположения в связанный сан его направляют в Уфу.
С 20 ноября 1910 года — преподаватель Уфимской духовной семинарии.
С 21 января 1913 года — помощник смотрителя Уфимского духовного училища.
С 22 февраля 1916 года до 1918 года — помощник смотрителя Угличского духовного училища.
В январе 1918 года архимандрит Феодор прибыл в Калугу на должность эконома Архиерейского дома и затем был возведен в сан архимандрита.
С принятием в январе 1918 года декрета об отделении Церкви от государства начался захват монастырей. Были закрыты все учебные духовные учреждения. Запрещалось Кизяев Олег Александрович преподавание в школах закона Божия. Закрыты и разграблены монастыри. Были расстреляны более десятка человек священников и монашествующих. В губернии были подавлены: крестьянское восстание под Перемышлем и эсеровский мятеж в Медынском уезде. Власти проводили описи имущества и драгоценных металлов в церквях.
С 1919 по 1920 годы архимандрит Феодор был призван на армейскую службу в ополчение, где он служил писарем. После вернулся на место служения в архиерейский дом, где служил экономом.
Правящий делами епархии с января 1922 года Губернский Совет депутатов приходских общин по благословению епископа Калужского Феофана (Тулякова) на своём заседании 8 марта 1922 года определил кандидата на эту должность Масальского викариатства Калужской епархии. Им стал эконом Архиерейского дома архимандрит Феодор (Маковецкий). Уже на следующий день 9 марта 1922 года на заседании Губернского совета депутатов приходских общин было решено создать комиссию по организации епископской хиротонии архимандрита Феодора, состоящую из 10 человек мирян и двух протоиереев — М. Т. Извекова и И. И. Сперанского. Члены комиссии составили прошение от Калужской епархии и направили его в Священный Синод. 27 марта 1922 года, в Совет пришёл ответ из Священного Синода, которым благословлялось учреждение в Калужской епархии Мосальского викариатства с назначением на оное епископа, викария Калужской епархии. Губернский совет депутатов приходских назначил дату хиротонии на 30 апреля 1922 года.
30 апреля 1922 года по новому стилю в Свято-Троицком кафедральном соборе состоялась его епископская хиротония, которую возглавил епископ Калужский и Боровский Феофан (Туляков), вручивший епископу Феодору архиерейский жезл с напутственным словом, основанном на слове епископа Игнатия Богоносца, изложенном в послании к Смирнянам. Народу собралось настолько много, что не всем желающим принять участие в богослужении удалось войти в храм. Уже 5 мая 1922 года епископ Феодор со своею свитою, состоящей из дьякона, двух иподьяконов и костыльника, прибыл ко всенощной в город Мосальск для служения.
Первые два месяца он посвятил обзору церквей Масальского викариатства, в пределы которого входили нынешние Мосальский и Спас-Деменский районы. Всего на этой территории было более 60-ти храмов. Его взгляды известны благодаря посланиям, к клириками и пастве, издаваемых по различным поводам: «К православным пастырям Мосальского викариатства для руководства и соответствующих разъяснений пастве о недопустимости для православных верующих вступления в коммунистическую партию, так как это вступление равносильно отречению от Христа». Это смелое послание не все священники решились довести до паствы. Епископ Феодор направил свои усилия на восстановление церковной жизни и укрепление приходов. Он обратился с посланием «К оо. настоятелям и в особенности к низшим членам клира (диаконам на псаломнической вакансии) и псаломщикам». В нём требует бережного отношения к богослужебным книгам в отсутствии системы книгопечатания в Церкви. Затем пишет послание «О постановлении Церковной проповеди», где указывает на то, что в условиях запрета на изучение Слова Божия, основным инструментом для образования верующих есть проповедь священника с амвона за богослужением. Тогда же он написал отдельные письма некоторым настоятелям, у которых в домах он видел портрет Л. Н. Толстого.
Между тем, в мае 1922 года возник обновленческий раскол, который при поддержке властей распространялся по стране. В числе при знавших обновленческое ВЦУ был и епископ Калужский и Боровский Феофан (Туляков), который 5 (18) июня он написал письмо епископу Феодору. Дело усугублялось тем, что основная часть старейшего Калужского духовенства находилось в заключении по делу об изъятии церковных ценностей, как, и сам епископ Феофан. Он обратился письмом к пастве, в котором запрещает общение с живоцерковниками, мирянам не подходить под благословение к отпавшим в раскол епископам и священникам, а священнослужителям запретил и церковное общение [1, с. 493]. Далее он обратился с подобным письмом, но уже частным образом к калужскому духовенству. А с епископом Феофаном он вступил в долгую переписку.
В ответ на статью епископа Феофана в местном обновленческом журнале «Церковь и Жизнь» епископ Феодор писал: «„Живой Церкви“ я не только не сочувствую, но считаю это явлением совершенно отрицательного порядка, а их мечты о реформах в Церкви несвоевременными и беспочвенными. Это, по их собственному выражению, будет не реформа, а именно „ломка“ Церкви, до Собора и после Собора. В их нездоровой революционной атмосфере произвести реформу (если бы даже таковая и назрела) Церкви, Божественного установления, — абсолютно невозможно. До реформ ли теперь при наличном сомнении верующих, стесненных и запуганных советской [властью] и не менее плачевном состоянии Церковной иерархии…». Заканчивает он это письмо следующим заявлением: «При начальных условиях признаю единственно возможным руководствоваться посланиями законного заместителя Святейшего Патриарха Митрополита Агафангела, который на основе канонов до собора предлагает каждому Архиерею править порученной ему паствой самостоятельно». В письме, написанном Анастасией Дмитриевной Маковской, прихожанкой Свято-Никольского собора города Мосальска настоятелю храма Святителя Николая, что на Песках. Она писала: «Наш епископ, Преосвященный Феодор, не принадлежит „Живой Церкви“ и смело призывает свою паству следовать за ним. Что за чудная личность наш Архиерей! Он готов жизнь свою отдать за Иисуса [Христа], за неуклонное последование Его святым заповедям. Он своей наружностью похож на Самого Спасителя! Мы непрестанно благодарим Бога, что Он послал нам такого [дивного] [Архи]пастыря».
24 августа 1922 года арестован за «распространение к/р воззваний-посланий, агитация против советской власти и преподавание Закона Божия несовершеннолетним и взрослым». Был арестован после проведения благочиннического собрания в Мосальском соборе, на котором было решено не принимать обновленчества. На следующий день после ареста был отправлен на станцию Баратинская. Суд постановил, что предъявленное обвинение доказано свидетельскими показаниями и приговорил Маковецкого Николая Николаевича на основании статей 72 и 119 Уголовного кодекса подвергнуть заключению в место лишения свободы сроком на пять лет со строгой изоляцией и зачетом предварительного заключения, лишив его как
Епископ Мосальский Феодор (Маковецкий) социально опасного [человека], по отбытии наказания лишить права проживания в пределах центральной России сроком на три года… На основании же акта амнистии ко дню 5-й годовщины Октябрьской революции владыке сократили срок заключения на одну треть, то есть срок заключения стал равен 3 года и 4 месяца. Епископ Феодор незамедлительно подал кассационную жалобу в вышестоящий суд, но приговор оставили в силе.
Вскоре епископа Феодора этапом направили в г. Саратов, где он был помещен в изолятор специального назначения НКВД. Таким образом, владыка был изолирован от мира. Спустя два года он подаёт заявление в Калужский губернский суд о досрочном освобождении из тюрьмы. Но определением суда от 4 августа 1924 года епископу было отказано в просьбе. Но все же позже он был освобожден досрочно. Вышел он на свободу 6 мая 1925 года и сразу же направился в Москву за благословением к священноначалию. К тому времени патриарх Тихон скончался, а местоблюстителем по завещанию стал митрополит Петр (Полянский).
Возвратился в Мосальск 17 августа 1925 года. Однако местные власти не были заинтересованы в том, чтобы знаменитый проповедник и ревнитель веры возглавлял верующих в тех местах и, вспомнив, что по приговору Губсуда епископу Феодору предстоят ещё 3 года высылки, вынудили его в конце сентября 1925 года направился в далекий город Уральск, расположенный на северо-западе Казахстана. По приезде на место ссылки епископ Феодор прожил там почти месяц и скончался 12 ноября 1925 года «от карбункула, повлёкшего заражение крови»